# IPad mini (2019)
De iPad mini die op 18 maart 2019 werd aangekondigd door Apple Inc. is de vijfde generatie van de iPad mini. Ditmaal deed Apple de aankondiging met een persbericht in plaats van tijdens de keynote die een week later plaatsvond op 25 maart. De vijfde iPad mini, die daardoor ook wel iPad mini 5 wordt genoemd, beschikt net zoals zijn voorganger over een Retina-scherm en een snellere Apple A12 Bionic-processor. De iPad mini kan worden ontgrendeld door middel van Touch ID. Ook is de front-camera geüpdatet naar 7 MP en is er ondersteuning voor de Apple Pencil (eerste generatie) toegevoegd. De derde generatie iPad Air werd tegelijkertijd aangekondigd en beschikt eveneens over deze ondersteuning.